# Hódi Géza
Hódi Géza (Szeged, 1881. május 9. – Szeged, 1942. április 27.) magyar festő.

## Életrajza
Hódi János és Dékány Anna fia. Tanulmányait a budapesti Képzőművészeti Főiskolán végezte, ahol Balló Ede volt a mestere. Előbb Szegeden, majd Kiskunhalason alkotott. 1906-tól a budapesti Műcsarnokban és a Nemzeti Szalonban szerepel műveivel, 1912-ben pedig Párizsban is volt tárlata. Az első világháborút követően orosz hadifogságba került, majd évekig Bécsben bujdosott mielőtt hazaért szülővárosába családjához. Szegeden 1926-ban gyűjteményes kiállítást rendezett műveiből. Elhunyt 1942. április 27-én bélrák, hashártya-rákosodás következtében, örök nyugalomra helyezték 1942. április 30-án délután a római katolikus egyház szertartása szerint. Halála után 1956-ban Szegeden rendeztek emléktárlatot alkotásaiból. Képei többnyire aktok, portrék, valamint tájkép és csendéletek, amelyek naturalista modorban készültek. Egyik műve megtalálható a szegedi Móra Ferenc Múzeumban. Neje Polgár Aranka volt.